# Tamba decolor
Tamba decolor là một loài bướm đêm trong họ Noctuidae.